# لیسبون (آیووا)
لیسبون (به انگلیسی: Lisbon) شهری در ایالت آیووا کشور ایالات متحده آمریکا است که جمعیت آن در سرشماری سال ۲۰۱۰ میلادی، ۲٬۱۵۲ نفر بوده‌است. نقشه ی این شهر در سال ۱۸۵۱ کشیده شده است.

## موقعیت جغرافیایی
موقعیت جغرافیایی شهرها و مناطق اطراف به شرح زیر است: